# Steam Awards
Gli Steam Awards sono dei premi-riconoscimento introdotti nel 2016 e assegnati a dei videogiochi (o a delle aziende di videogiochi) distribuiti da Steam, servizio della Valve Corporation, con frequenza annuale.
Valve prende in considerazione delle diverse categorie e consente ai soli utenti registrati di selezionare un gioco disponibile su Steam per una categoria. Successivamente Valve nomina i primi cinque giochi più selezionati e li presenta agli utenti di Steam, permettendogli di votare un gioco in ciascuna categoria, per poi annunciare i vincitori. 
I periodi delle selezioni e della votazione finale coincidono con i periodi festivi del giorno del ringraziamento e del Natale.

## Premiazioni

### 2016
Il processo di nomina si è svolto dal 23 al 29 novembre 2016, mentre la votazione finale si è svolta dal 22 al 30 dicembre 2016, con i vincitori annunciati il 31 dicembre. 
Sono state registrate circa 15 milioni di nomine.
| Categoria                                           | Vincitore                        | Altre nomine                                                                              |
| --------------------------------------------------- | -------------------------------- | ----------------------------------------------------------------------------------------- |
| Villain Most In Need Of A Hug                       | Portal 2                         | - Far Cry 3 - Far Cry 4 - Borderlands 2 - Dead by Daylight                                |
| I Thought This Game Was Cool Before It Won An Award | Euro Truck Simulator 2           | - Unturned - Paladins - Starbound - Stardew Valley                                        |
| Test of Time                                        | The Elder Scrolls V: Skyrim      | - Terraria - Age of Empires II - Team Fortress 2 - Civilization V                         |
| Just 5 More Minutes                                 | Counter-Strike: Global Offensive | - Terraria - Rocket League - Civilization VI - Fallout 4                                  |
| Whoooaaaaaaa, dude!                                 | Grand Theft Auto V               | - Doom - Metal Gear Solid V: Ground Zeroes - The Witcher 3: Wild Hunt - BioShock Infinite |
| Game Within A Game                                  | Grand Theft Auto V               | - The Stanley Parable - Tabletop Simulator - The Witcher 3: Wild Hunt - Garry’s Mod       |
| I'm Not Crying, There's Something In My Eye         | The Walking Dead                 | - Undertale - To the Moon - Life Is Strange - This War of Mine                            |
| Best Use Of A Farm Animal                           | Goat Simulator                   | - Farming Simulator 17 - Blood and Bacon - Ark: Survival Evolved - Stardew Valley         |
| Boom Boom                                           | Doom                             | - Kerbal Space Program - Keep Talking and Nobody Explodes - Just Cause 3 - Broforce       |
| Love/Hate Relationship                              | Dark Souls III                   | - Darkest Dungeon - Geometry Dash - Dota 2 - Super Meat Boy                               |
| Sit Back and Relax                                  | Euro Truck Simulator 2           | - Viridi - Mini Metro - Cities: Skylines - Abzu                                           |
| Better With Friends                                 | Left 4 Dead 2                    | - Magicka - Golf with your Friends - Don’t Starve Together - Gang Beasts                  |

### 2017
Il processo di nomina si è svolto dal 22 al 28 novembre 2017, mentre la votazione finale si è svolta dal 20 dicembre 2017 al 2 gennaio 2018, con i vincitori annunciati il 3 gennaio 2018.
| Categoria                                     | Vincitore                        | Altre nomine |
| --------------------------------------------- | -------------------------------- | --- |
| Choices Matter                                | The Witcher 3: Wild Hunt         | - Life Is Strange: Before the Storm - Dishonored 2 - The Walking Dead: A New Frontier - Divinity: Original Sin II |
| Mom's Spaghetti                               | PlayerUnknown’s Battlegrounds    | - Outlast 2 - The Evil Within 2 - Alien: Isolation - Resident Evil 7: Biohazard                                   |
| Labor of Love                                 | Warframe                         | - Crusader Kings II - Titan Quest - Team Fortress 2 - Path of Exile                                               |
| Suspension of Disbelief                       | Rocket League                    | - Goat Simulator - Wolfenstein II: The New Colossus - Saints Row IV - South Park: The Fractured but Whole         |
| World Is Grim Enough Let's Just All Get Along | Stardew Valley                   | - Abzu - Slime Rancher - Cities: Skylines - To the Moon                                                           |
| No Apologies                                  | The Witcher                      | - HuniePop - Gothic II - Rust - Mount & Blade: Warband                                                            |
| Defies Description                            | Garry’s Mod                      | - Antichamber - Pony Island - The Stanley Parable - Doki Doki Literature Club!                                    |
| Cry Havoc And Let Slip The Dogs Of War        | Just Cause 3                     | - Broforce - Red Faction - La Terra di Mezzo: L'ombra della guerra - Total War: Warhammer II                      |
| Haunts My Dreams                              | Counter-Strike: Global Offensive | - Dota 2 - Factorio - Dark Souls III - Civilization VI                                                            |
| Soul of Vitruvius                             | Rise of the Tomb Raider          | - I am Bread - Bayonetta - Nier: Automata - Hellblade: Senua’s Sacrifice                                          |
| Whoooaaaaaaa, Dude! 2.0                       | The Evil Within 2                | - Luna - CPU Invaders - Hotline Miami - Antichamber                                                               |
| Best Soundtrack                               | Cuphead                          | - Transistor - Crypt of the NecroDancer - Nier: Automata - Undertale                                              |
| Even Better Than I Expected                   | Cuphead                          | - Hollow Knight - Sonic Mania - Assassin’s Creed: Origins - Call of Duty: World War II                            |

### 2018
Il processo di nomina è iniziato il 21 novembre 2018; i finalisti sono stati rivelati a dicembre 2018, con i vincitori annunciati durante una trasmissione in diretta su Steam.tv l'8 febbraio 2019.
| Categoria               | Vincitore                       | Altre nomine |
| ----------------------- | ------------------------------- | --- |
| Game of the Year        | PlayerUnknown’s Battlegrounds   | - Monster Hunter: World - Kingdom Come: Deliverance - Hitman 2 - Assassin’s Creed: Odyssey                                                              |
| VR Game of the Year     | The Elder Scrolls V: Skyrim VR  | - VRChat - Beat Saber - Fallout 4 VR - Superhot VR |
| Labor of Love           | Grand Theft Auto V              | - No Man’s Sky - Path of Exile - Dota 2 - Stardew Valley                                                                                                |
| Best Developer          | CD Projekt Red                  | - Ubisoft - Bethesda - Rockstar Games - Digital Extremes - Square Enix - Capcom - Paradox Interactive - Bandai Namco Entertainment - Klei Entertainment |
| Best Environment        | The Witcher 3: Wild Hunt        | - Subnautica - Shadow of the Tomb Raider - Far Cry 5 - Dark Souls III                                                                                   |
| Better With Friends     | Tom Clancy’s Rainbow Six: Siege | - Payday 2 - Dead by Daylight - Counter-Strike: Global Offensive - Overcooked! 2                                                                        |
| Best Alternate History  | Assassin’s Creed: Odyssey       | - Wolfenstein II: The New Colossus - Hearts of Iron IV - Civilization VI - Fallout 4                                                                    |
| Most Fun with a Machine | Rocket League                   | - Euro Truck Simulator 2 - Nier: Automata - Factorio - Space Engineers                                                                                  |

### 2019
Il processo di nomina è iniziato il 26 novembre 2019; i finalisti sono stati rivelati a partire dall'11 dicembre 2019, con una categoria al giorno. Rispetto agli anni precedenti agli Steam Awards 2019 potevano essere nominati solo i giochi usciti da novembre 2018 in poi, ad eccezione delle nomine nella categoria "Labor of Love", introdotta a partire dagli Steam Awards 2017. La votazione finale si è svolta dal 19 al 31 dicembre 2019, con i vincitori annunciati l'ultimo giorno dell'anno.
| Categoria                   | Vincitore                 | Altre nomine                                                                                 |
| --------------------------- | ------------------------- | -------------------------------------------------------------------------------------------- |
| Game of the Year            | Sekiro: Shadows Die Twice | - Resident Evil 2 - StarWars Jedi: Fallen Order - Destiny 2 - Devil May Cry 5                |
| VR Game of the Year         | Beat Saber                | - Blade & Sorcery - Gorn - Borderlands 2 VR - Five Nights at Freddy's VR: Help Wanted        |
| Labor of Love               | Grand Theft Auto V        | - Warframe - Tom Clancy's Rainbow Six: Siege - Counter-Strike: Global Offensive - Dota 2     |
| Better With Friends         | DayZ Standalone           | - Risk of Rain 2 - Dota Underlords - Age of Empires II: Definitive Edition - Ring of Elysium |
| Most Innovative Gameplay    | My Friend Pedro           | - Baba Is You - Slay the Spire - Oxygen Not Included - Planet Zoo                            |
| Outstanding Story-Rich Game | A Plague Tale: Innocence  | - Disco Elysium - Far Cry New Dawn - Gears 5 - GreedFall                                     |
| Best Game You Suck At       | Mortal Kombat 11          | - Mordhau - Code Vein - Hunt: Showdown - Remnant: From the Ashes                             |
| Outstanding Visual Style    | Gris                      | - Total War: Three Kingdoms - Astroneer - Katana Zero - Subnautica                           |

### 2020
Il processo di nomina è iniziato il 25 novembre 2020, con i vincitori annunciati il 3 gennaio 2021. I candidati per ciascuna categoria sono stati annunciati a partire dal 17 dicembre 2020, mentre la votazione finale si è svolta tra il 22 dicembre 2020 e il 3 gennaio 2021. Analogamente agli Steam Awards 2019, agli Steam Awards 2020 potevano essere nominati solo giochi usciti nel 2020 ad eccezione della categoria "Labor of Love".
Sono state registrate oltre 30 milioni di nomine da parte di circa 5,3 milioni di giocatori.
| Categoria                | Vincitore                        | Altre nomine                                                                              |
| ------------------------ | -------------------------------- | ----------------------------------------------------------------------------------------- |
| Game of the Year         | Red Dead Redemption 2            | - Hades - Doom Eternal - Fall Guys: Ultimate Knockout - Death Stranding                   |
| VR Game of the Year      | Half-Life: Alyx                  | - Phasmophobia - The Room VR: A Dark Matter - Thief Simulator VR - Star Wars: Squadrons   |
| Labor of Love            | Counter-Strike: Global Offensive | - Among Us - Terraria - The Witcher 3: Wild Hunt - No Man’s Sky                           |
| Better With Friends      | Fall Guys: Ultimate Knockout     | - Sea of Thieves - Borderlands 3 - Deep Rock Galactic - Risk of Rain 2                    |
| Most Innovative Gameplay | Death Stranding                  | - Control - Superliminal - Noita - Teardown                                               |
| Outstanding Story-Rich   | Red Dead Redemption 2            | - Detroit: Become Human - Mafia: Definitive Edition - Metro Exodus - Horizon Zero Dawn    |
| Best Game You Suck At    | Apex Legends                     | - Crusader Kings III - Ghostrunner - FIFA 21 - GTFO                                       |
| Outstanding Visual Style | Ori and the Will of the Wisps    | - Battlefield V - There Is No Game: Jam Edition 2015 - Marvel’s Avengers - Black Mesa     |
| Best Soundtrack          | Doom Eternal                     | - Halo: The Master Chief Collection - Helltaker - Need for Speed: Heat - Persona 4 Golden |
| Sit Back and Relax       | The Sims 4                       | - Microsoft Flight Simulator (2020) - Satisfactory - Untitled Goose Game - Factorio       |

### 2021
I candidati sono stati rivelati il 22 dicembre 2021, mentre le votazioni si sono svolte dal 22 dicembre 2021 al 3 gennaio 2022, con i vincitori annunciati quest'ultimo giorno.
| Categoria                   | Vincitore                        | Altre nomine |
| --------------------------- | -------------------------------- | --- |
| Game of the Year            | Resident Evil Village            | - Valheim - New World - Cyberpunk 2077 - Forza Horizon 5                                                               |
| VR Game of the Year         | Cooking Simulator VR             | - Sniper Elite VR - Medal of Honor: Above and Beyond - I Expect You To Die 2 - Blair Witch VR                          |
| Labor of Love               | Terraria                         | - Dota 2 - Rust - No Man's Sky - Apex Legends                                                                          |
| Better with Friends         | It Takes Two                     | - Valheim - Back 4 Blood - Halo Infinite - Crab Game                                                                   |
| Outstanding Visual Style    | Forza Horizon 5                  | - Psychonauts 2 - Subnautica: Below Zero - Little Nightmares 2 - Bright Memory: Infinite                               |
| Most Innovative Gameplay    | Deathloop                        | - Inscryption - 12 Minutes - Moncage - Loop Hero                                                                       |
| Best Game You Suck At       | Nioh 2: Definitive Edition       | - World War Z: Aftermath - Naraka: Bladepoint - Age of Empires IV - Battlefield 2042                                   |
| Best Soundtrack             | Marvel's Guardians of the Galaxy | - NieR Replicant - Persona 5 Strikers - Guilty Gear -STRIVE- - Demon Slayer -Kimetsu no Yaiba- The Hinokami Chronicles |
| Outstanding Story-Rich Game | Cyberpunk 2077                   | - Life is Strange: True Colors - Resident Evil Village - Days Gone - Mass Effect Legendary Edition                     |
| Sit Back and Relax          | Farming Simulator 22             | - Unpacking - Potion Craft: Alchemist Simulator - Townscaper - Dorfromantik                                            |

### 2022
I candidati sono stati rivelati il 22 dicembre 2022 , mentre le votazioni si sono svolte dal 22 dicembre 2022 al 3 gennaio 2023, con i vincitori annunciati quest'ultimo giorno. Questa edizione vede una nuova categoria "Best Game on the Go" (Miglior Gioco Portatile) aggiunta per celebrare il lancio di Steam Deck. 
| Categoria                   | Vincitore                               | Altre nomine |
| --------------------------- | --------------------------------------- | --- |
| Game of the Year            | Elden Ring                              | - Call of Duty: Modern Warfare II - Dying Light 2 - God of War - Stray                                                                  |
| VR Game of the Year         | Hitman 3                                | - Among Us VR - Bonelab - Green Hell VR - Inside the Backrooms                                                                          |
| Labor of Love               | Cyberpunk 2077                          | - Deep Rock Galactic - Dota 2 - No Man's Sky - Project Zomboid                                                                          |
| Better with Friends         | Raft                                    | - Call of Duty: Modern Warfare II - Monster Hunter Rise - MultiVersus - Ready or Not                                                    |
| Outstanding Visual Style    | Spider-Man: Miles Morales               | - Bendy and the Dark Revival - Cult of the Lamb - Kena: Bridge of Spirits - Scorn                                                       |
| Most Innovative Gameplay    | Stray                                   | - Dome Keeper - Mount & Blade II: Bannerlord - Neon White - Teardown                                                                    |
| Best Game You Suck At       | Elden Ring                              | - FIFA 23 - GTFO - Total War: Warhammer II - Victoria 3                                                                                 |
| Best Soundtrack             | Final Fantasy 7 Remake Intergrade       | - Hatsune Miku: Project DIVA Mega Mix+ - Metal Hellsinger - Persona 5 Royal - Sonic Frontiers                                           |
| Outstanding Story-Rich Game | God of War                              | - A Plague Tale: Requiem - Marvel's Spider-Man Remastered - The Stanley Parable: Ultra Deluxe - Uncharted: Raccolta L’eredità dei ladri |
| Sit Back and Relax          | LEGO Star Wars: La saga degli Skywalker | - Disney Dreamlight Valley - Dorfromantik - PowerWash Simulator - Slime Rancher 2                                                       |
| Best Game on the Go         | Death Stranding Director's Cut          | - Brotato - Marvel Snap - Vampire Survivors - Yu-Gi-Oh! Master Duel                                                                     |

### Esplicative
1. ↑  Premio "Cattivo che Più Ha Bisogno di un Abbraccio"
2. ↑  Premio "Pensavo che Questo Gioco Fosse Bello già Prima che Vincesse Un Premio"
3. ↑  Premio "Prova del Tempo"
4. ↑  Premio "Ancora 5 Minuti"
5. ↑  Premio "Wow, Ragazzi"
6. ↑  Premio "Gioco nel Gioco"
7. ↑  Premio "Non Sto Piangendo, Ho Solo Qualcosa nell'Occhio"
8. ↑  Premio "Miglior Uso di Un Animale della Fattoria"
9. ↑  Premio "Relazione Amore/Odio"
10. ↑  Premio "Siediti e Rilassati"
11. ↑  Premio "Meglio con Amici"
12. ↑  Premio "Le Scelte Importano"
13. ↑  Premio "Spaghetti della Mamma"
14. ↑  Premio "Pene d'Amore"
15. ↑  Premio "Sospensione dell'Incredulità"
16. ↑  Premio "Il Mondo è Cupo di Suo, Cerchiamo di Andare d'Accordo"
17. ↑  Premio "Niente Scuse"
18. ↑  Premio "Difficile da Descrivere"
19. ↑  Premio "Grida “Distruzione!” e Sguinzaglia i Cani della Guerra"
20. ↑  Premio "Infesta i Miei Incubi"
21. ↑  Premio "Anima di Vitruvio"
22. ↑  Premio "Miglior Colonna Sonora"
23. ↑  Premio "Ancor Meglio di Quanto Mi Aspettavo"
24. ↑  Premio "Gioco VR dell'Anno"
25. ↑  Premio "Miglior Casa Sviluppatrice"
26. ↑  Premio "Miglior Ambiente"
27. ↑  Premio "Miglior Storia Alternativa"
28. ↑  Premio "Miglior Divertimento con Una Macchina"
29. ↑  Premio "Gioco dell'Anno"
30. ↑  Premio "Gameplay più Innovativo"
31. ↑  Premio "Miglior Gioco a Cui Fai Schifo"
32. ↑  Premio "Stile Visivo Eccezionale"
33. ↑  Premio "Miglior Gioco Portatile"

### Riferimenti
1. ↑  (EN) Steam Awards — thank you!, su CD Projekt RED, 8 febbraio 2019. URL consultato il 31 gennaio 2021.
2. 1 2 3 4  (EN) Joe Donnelly, Valve reveals Steam Awards nominees, su PC Gamer, 20 dicembre 2016. URL consultato il 31 gennaio 2021.
3. 1 2   Davide Leoni, Valve annuncia gli Steam Awards e apre le votazioni, su Everyeye.it, 24 novembre 2016. URL consultato il 31 gennaio 2021.
4. 1 2  (EN) Samit Sarkar, Valve introduces Steam Awards, chosen by the community, su Polygon, 23 novembre 2016. URL consultato il 31 gennaio 2021.
5. ↑  (EN) Andy Chalk, The Steam Autumn Sale has begun, Steam Award nominations are now being taken, su PC Gamer, 26 novembre 2019. URL consultato il 31 gennaio 2021.
6. ↑  (EN) Owen S. Good, Steam Awards names its first-ever winners, su Polygon, 31 dicembre 2016. URL consultato il 31 gennaio 2021.
7. ↑  (EN) Andy Chalk, The Steam Autumn Sale has begun, bringing back the Steam Awards, su PC Gamer, 22 novembre 2017. URL consultato il 31 gennaio 2021.
8. ↑  (EN) Sherif Saed, Steam Awards 2017 nominees announced, su VG247, 21 dicembre 2017. URL consultato il 31 gennaio 2021.
9. ↑  (EN) Andy Chalk, The 2017 Steam Awards winners are revealed, su PC Gamer, 3 gennaio 2018. URL consultato il 31 gennaio 2021.
10. ↑  (EN) Allegra Frank, Steam Autumn Sale is live, along with Steam Awards nominations, su Polygon, 21 novembre 2018. URL consultato il 31 gennaio 2021.
11. ↑  (EN) Andy Chalk, Steam Winter Sale start date confirmed, Steam Award nominees announced, su PC Gamer, 18 novembre 2018. URL consultato il 31 gennaio 2021.
12. ↑  (EN) Dominik Tarason, Steam Lunar New Year sale offers extra discounts for big spenders, in Rock, Paper, Shotgun, 4 febbraio 2019. URL consultato il 31 gennaio 2021.
13. ↑   Tommaso Pugliese, Steam Awards 2019: al via la selezione delle nomination, su Multiplayer.it, 26 novembre 2019. URL consultato il 31 gennaio 2021.
14. 1 2   Gianluca Saitto, Steam Awards 2019: ecco i cinque finalisti per il premio miglior stile grafico | Game Division, su Tom's Hardware, 12 novembre 2019. URL consultato il 31 gennaio 2021.
15. ↑  (EN) Andy Chalk, Steam Holiday Sale date confirmed, award nominee reveals begin today, su PC Gamer, 11 dicembre 2019. URL consultato il 31 gennaio 2021.
16. ↑  (EN) Jordan Devore, The 2019 Steam Awards are looking for nominees, su Destructoid, 26 novembre 2019. URL consultato il 31 gennaio 2021.
17. ↑   Matteo Zibbo, Ecco tutte le nomination degli Steam Awards 2019, su Eurogamer, 19 dicembre 2019. URL consultato il 31 gennaio 2021.
18. ↑  (EN) Steve Watts, Steam Awards 2019 Winners Announced, su GameSpot, 31 dicembre 2019. URL consultato il 31 gennaio 2021.
19. ↑  (EN) Jody Macgregor, Red Dead Redemption 2 is Steam's game of the year 2020, su PC Gamer, 3 gennaio 2021. URL consultato il 31 gennaio 2021.
20. ↑  (MUL) The Steam Awards: Winners, su Steam. URL consultato il 31 gennaio 2021.
21. ↑  (MUL) Notizie di Steam - Steam Blog - Sono arrivati i saldi autunnali e i Premi di Steam del 2020!, su Steam, 25 novembre 2020. URL consultato il 31 gennaio 2021.
22. ↑   Enrico Ippoliti, Steam Awards 2020: ecco i candidati per i premi, su GamesVillage.it, 23 dicembre 2020. URL consultato il 31 gennaio 2021.
23. ↑  (EN) Sean Murray, Valve Announces Steam Awards Nominees, su TheGamer, Valnet Inc., 22 dicembre 2021. URL consultato l'11 gennaio 2022 (archiviato il 22 dicembre 2021).
24. ↑  (EN) Steve Watts, Steam Awards 2021 Winners Announced, su GameSpot, Red Ventures, 3 gennaio 2022. URL consultato l'11 gennaio 2022 (archiviato il 7 gennaio 2022).
25. ↑   Gianluca Saitto, Steam Awards 2021: svelate le nomination ai GOTY PC, su Tom's Hardware Italia, 3Labs Srl, 3 gennaio 2022. URL consultato l'11 gennaio 2022 (archiviato il 3 gennaio 2022).
26. ↑   di Alessandro Digioia Aggiornato: Mercoledì 04 Gennaio 2023 10:14 Pubblicato: Giovedì 22 Dicembre 2022 15:39, Steam Awards 2022: svelati i candidati ai premi annuali di Valve, è di nuovo Elden Ring contro God of War, su IGN Italia, 22 dicembre 2022. URL consultato il 7 giugno 2023.
27. ↑   Steam Awards 2022: tra Cyberpunk 2077 e Stray ecco tutti i vincitori!, su SpazioGames, 3 gennaio 2023. URL consultato il 7 giugno 2023.
28. ↑  (EN) Steam Awards Winners Announced, su Game Rant, 4 gennaio 2023. URL consultato il 7 giugno 2023.